# Jules Vallès
Jules Vallès, född 11 juni 1832 i Le Puy-en-Velay i Haute-Loire, död 14 februari 1885 i Paris, var en fransk journalist och författare. Han var övertygad kommunist och deltog aktivt i Pariskommunen. Efter Kommunens nederlag i kriget mot regeringstrupperna och upplösning den 28 maj 1871 satte han sig i säkerhet genom att fly till London. Regeringens allmänna amnesti för kommunarderna gjorde att Vallès 1880 kunde återvända till Paris där han fortsatte sin gärning som radikal journalist och författare. 
Vallès självbiografiska roman Le bachelier ("Studenten") är en oförsonlig samhällskritik och kompromisslös uppgörelse med personliga fiender (1881).

### Svenska översättningar
- Jacques Vingtras. 1. Barnet. Stockholm: Norstedt. 1980. Libris 217288. ISBN 91-1-801242-6 - Efterord av Jan Stolpe. Översättning av Björn Larsson.
- Studenten. Stockholm: C. A. V. Lundholm. 1886. Libris 1627302 - Översättning av Gustaf af Geijerstam.